# Jerzy Giedroyc
Jerzy Władysław Giedroyc (do 1945 i właśc. Giedroyć; ur. 14 lipca?/27 lipca 1906 w Mińsku, zm. 14 września 2000 w Maisons-Laffitte) – polski prawnik, wydawca, publicysta, polityk i działacz emigracyjny, założyciel wydawnictwa Instytut Literacki (1946), wydawca miesięcznika „Kultura” (1947) i kwartalnika „Zeszyty Historyczne” (1962); epistolograf, w dwudziestoleciu międzywojennym związany z obozem młodokonserwatystów, autor Autobiografii na cztery ręce (1994).
Jedyna osoba w III RP, która odmówiła przyjęcia Orderu Orła Białego.

## Rodzina
Jerzy Giedroyć pochodził z książęcego rodu Giedroyciów herbu własnego. Był synem Ignacego Giedroycia (1882–1944) i Franciszki Giedroyć z domu Starzyckiej (1889–1944). Ignacy Giedroyć, farmaceuta, kierownik apteki szpitalnej w Szpitalu św. Łazarza w Warszawie, został zamordowany przez Niemców w czasie powstania warszawskiego.
Miał dwóch młodszych braci: Zygmunta (1909–1973) i Henryka (1922–2010).
Pradziadek Jerzego Lucjan Giedroyć był oficerem w wojsku rosyjskim. Po jego samobójczej śmierci majątek rodzinny podupadł i zubożała rodzina Giedroyciów zmuszona była do zamieszkania w mieście.
W przypadku Jerzego Giedroycia stosuje się zwyczajowo szczególną pisownię jego nazwiska, przyjętą przez niego samego po 1945 i pozostaniu na uchodźstwie dla uniknięcia konieczności stosowania polskiej litery „ć” w językach obcych, a więc: w mianowniku Giedroyc, w przypadkach zależnych przed końcówką pojawia się zmiękczenie: Giedroycia, Giedroyciowi, Giedroyciem, Giedroyciu.

## Życiorys
Do rewolucji październikowej uczył się w gimnazjum w Moskwie, po przejęciu władzy w Rosji przez bolszewików przeniósł się do Massoniusa w Mińsku, znajdującym się od 21 lutego 1918 pod okupacją niemiecką (Ober-Ost), naukę kontynuował w Warszawie, dokąd rodzina przeniosła się w 1919 roku. Absolwent Gimnazjum im. Jana Zamoyskiego w Warszawie (1924). Studiował prawo (w latach 1924–1929) i historię (1930–1931) na Uniwersytecie Warszawskim. W czasie studiów został przyjęty do korporacji akademickiej Patria. Wkrótce został jej prezesem. W latach studenckich należał do tajnych organizacji paramilitarnych skrajnej prawicy jako członek V stopnia Zakonu Rycerzy Prawa (istniejącego 1921–1927, 1929) i podkomisarz Polskiej Organizacji Faszystowskiej (istniejącej 1924–1927, do 1925 pod nazwą Wojskowa Organizacja Faszystów Polskich). Po przewrocie majowym jeden z liderów Myśli Mocarstwowej i Związku Pracy Mocarstwowej. Był m.in. prezesem Związku Drużyn Ludowych Mocarstwowej Polski. Był też członkiem konserwatywnego Stronnictwa Prawicy Narodowej.

W 1930 objął redakcję tygodnika „Dzień Akademicki”, dodatku do „Dnia Polskiego”. Wkrótce przekształcił pismo w dwutygodnik „Bunt Młodych”. W 1937 pismo zmieniło nazwę na „Polityka”; w lutym 1939 ogłosiło artykuł redakcyjny pt. Żądamy polskiego „hitleryzmu”. Od 1931 do 1937 był żonaty z Rosjanką Tatianą Szwecow (1911–2005). Działał w organizacji Orientalistyczne Koło Młodych.

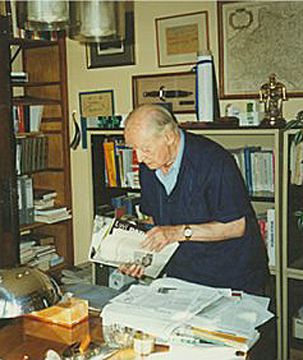
Jerzy Giedroyć w 1997

Od 1930 pracował jako sekretarz ministra rolnictwa i reform rolnych Leona Janty-Połczyńskiego, a następnie wiceministra w tym resorcie Rogera Raczyńskiego, by w 1936 roku przenieść się do Ministerstwa Przemysłu i Handlu, kierowanego przez Antoniego Romana (w 1939 awansowany na naczelnika wydziału prezydialnego). Po wybuchu II wojny światowej został ewakuowany do Rumunii. Tam został sekretarzem Raczyńskiego jako ambasadora RP w Bukareszcie i pozostał na tej placówce, także po ewakuacji polskiej ambasady w 1940, zostając szefem biura polskiego ambasady Chile, która odtąd reprezentowała polskie interesy. Z Rumunii wyjechał razem z personelem ambasady angielskiej, która w następnym roku została również ewakuowana – do Turcji. Tam Giedroyc postanowił wstąpić do wojska, wyjechał więc do Palestyny i został żołnierzem Brygady Karpackiej. Razem z nią brał udział w walkach w Egipcie i obronie Tobruku. Po połączeniu Brygady z wojskami ewakuowanymi z ZSRR pod wodzą gen. Andersa, zaczął pracować w Biurze Propagandy 2. Korpusu. To właśnie w wojsku poznał wielu późniejszych jego współpracowników z „Kultury”, m.in. Józefa Czapskiego.
W 1944 został skierowany na kurs oficerski do ośrodka szkoleniowego w Gallipoli; później pracował tam jako oficer wychowawczy, aby w roku następnym zostać wezwanym do Londynu, w celu objęcia posady w Departamencie Kontynentalnym Ministerstwa Informacji Rządu RP na Uchodźstwie (minister Adam Pragier). Niebawem jednak złożył dobrowolną prośbę o przeniesienie z powrotem do armii gen. Andersa. W ten sposób znalazł się w Rzymie, gdzie w 1946 założył Instytut Literacki, w ramach którego – po przenosinach do Paryża – wydawał w latach 1947–2000 miesięcznik „Kultura”, a od 1962 „Zeszyty Historyczne” (których wydawanie kontynuowane było aż do śmierci jego brata, Henryka Giedroycia, w roku 2010).
W 1950 Giedroyc razem z Józefem Czapskim wziął udział w Kongresie Wolności Kultury w Berlinie.
W 1974 na łamach „Kultury” Jerzy Giedroyc sformułował, wraz z Juliuszem Mieroszewskim koncepcję, iż suwerenność Ukrainy, Litwy i Białorusi (ULB) jest czynnikiem sprzyjającym niepodległości Rzeczypospolitej, natomiast zdominowanie tych krajów przez Rosję otwiera drogę do zniewolenia także Polski. Współpracował też z ukraińskimi środowiskami emigracyjnymi i wspierał ukraiński ruch niepodległościowy, w tym nurt odwołujący się do Symona Petlury.
W PRL informacje na temat Jerzego Giedroycia podlegały cenzurze. Jego nazwisko znajdowało się na specjalnej liście osób z całkowitym zakazem publikacji. Zalecenia cenzorskie dotyczące jego osoby zanotował Tomasz Strzyżewski, który w swojej książce o peerelowskiej cenzurze opublikował notkę informacyjną nr 9 z 1975 roku Głównego Urzędu Kontroli Prasy, Publikacji i Widowisk. Wytyczne dla cenzorów zawierały na liście autorów zakazanych jego nazwisko głosząc:
„(...) w stosunku do niżej wymienionych pisarzy, naukowców i publicystów przebywających na emigracji (w większości współpracowników wrogich wydawnictw i środków propagandy antypolskiej) należy przyjąć zasadę bezwarunkowego eliminowania ich nazwisk oraz wzmianek o ich twórczości, poza krytycznymi, z prasy, radia i TV oraz publikacji nieperiodycznych o nienaukowym charakterze (literatura piękna, publicystyka, eseistyka)”.
Zmarł na zawał serca, w nocy z 14 na 15 września 2000. Został pochowany na cmentarzu w Le Mesnil-le-Roi.

## Nagrody i odznaczenia
Odznaczony rumuńskim Krzyżem Oficerskim Orderu Korony (1930), estońskim Orderem Gwiazdy Białej (1932), belgijskim Orderem Korony (1938) i francuskim Orderem Legii Honorowej (1938). Doktor honoris causa Uniwersytetu Jagiellońskiego (1991), Wrocławskiego (18 maja 1998), Warszawskiego (14 listopada 1998), Uniwersytetu w Białymstoku (1998), Szczecińskiego (2000) i UMCS (27 września 2000). Laureat Nagrody Kisiela (1992) i Medalu „Zasłużony dla Tolerancji” (1998). Krytycznie patrząc na stosunki panujące w Polsce po 1989 odmówił przyjęcia Orderu Orła Białego (1994). 
Przyjął natomiast francuski Order Legii Honorowej (1996), Honorowe Obywatelstwo Litwy (1997) i litewski Order Wielkiego Księcia Giedymina (1998), a także ukraiński Order „Za zasługi” (1998).

## Wybrane publikacje

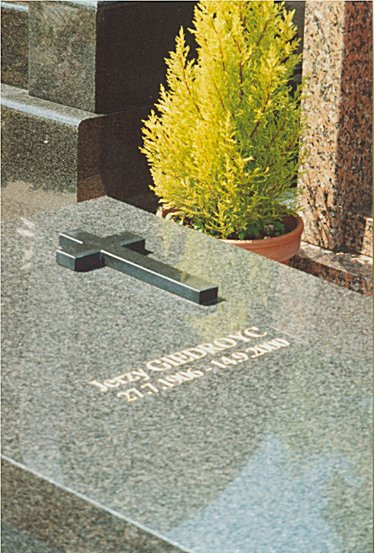
Grób Jerzego Giedroycia na cmentarzu w Le Mesnil-le-Roi, sierpień 2001

### Seria „Archiwum „Kultury”
- Jerzy Giedroyc, Witold Gombrowicz, Listy 1950–1969, t. 1, wybrał, oprac. i wstępem opatrzył Andrzej Kowalczyk, Warszawa: Czytelnik 1993, ISBN 83-07-02382-3.
- Jerzy Giedroyc, Autobiografia na cztery ręce, t. 2, opracował i posłowiem opatrzył Krzysztof Pomian, Warszawa: Czytelnik 1994, ISBN 83-07-02456-0; wydanie 2 uzupełnione: 1996, ISBN 83-07-02494-3; wydanie 3, w serii: Biblioteka „Czytelnika”: 1999, ISBN 83-07-02688-1; wydanie 4: Towarzystwo Opieki nad Archiwum Instytutu Literackiego w Paryżu 2006, ISBN 83-86907-48-7.
- Jerzy Giedroyc, Konstanty A. Jeleński, Listy 1950–1987, t. 3, wybrał, oprac. i wstępem opatrzył Wojciech Karpiński; Warszawa: Czytelnik 1995, ISBN 83-07-02452-8.
- Jerzy Giedroyc, Andrzej Bobkowski, Listy 1946–1961, t. 4, wybrał, oprac. i wstępem opatrzył Jan Zieliński, Warszawa: Czytelnik 1997, ISBN 83-07-02491-9.
- Jerzy Giedroyc, Jerzy Stempowski, Listy 1946–1969, t. 5 [cz. 1-2], wybrał, wstępem i przypisami opatrzył Andrzej Stanisław Kowalczyk; Warszawa: Czytelnik 1998, ISBN 83-07-02590-7.
- Jerzy Giedroyc, Juliusz Mieroszewski, Listy 1949–1956, t. 6, [cz. 1-2], wybrał i wstępem poprzedził Krzysztof Pomian, przypisami i indeksami opatrzyli Jacek Krawczyk i Krzysztof Pomian; szkicem o Mieroszewskich i Mieroszewskim uzup. Piotr Wandycz, Warszawa: Czytelnik 1999, ISBN 83-07-02474-9.
- Jerzy Giedroyc, Melchior Wańkowicz, Listy 1945–1963, t. 7, wyboru dokonała i wstępem opatrzyła Aleksandra Ziółkowska-Boehm, przypisy oprac. Aleksandra Ziółkowska-Boehm i Jacek Krawczyk, Warszawa: Czytelnik 2000, ISBN 83-07-02779-9.
- Jerzy Giedroyc, Emigracja ukraińska, Listy 1950–1982, t. 8, wybrała, wstępem i przypisami opatrzyła Bogumiła Berdychowska, listy autorów ukraińskich przeł. Ola Hnatiuk, Warszawa: Czytelnik 2004, ISBN 83-07-02981-3.
- Jerzy Giedroyc, Witold Gombrowicz, Listy 1950–1969, t. 9, wydanie rozszerzone; wybrał, oprac. i wstępem opatrzył Andrzej Kowalczyk, Warszawa: Czytelnik 2006, ISBN 83-07-02972-4, ISBN 978-83-07-02972-6.
- Jerzy Giedroyc, Czesław Miłosz, Listy 1952–1963, t. 10, oprac. i wstępem opatrzył Marek Kornat, Warszawa: Czytelnik 2008, ISBN 978-83-07-03130-9.
- Jerzy Giedroyc, Czesław Miłosz, Listy 1964–1972, t. 11, oprac. i wstępem opatrzył Marek Kornat, Warszawa: Czytelnik 2011, ISBN 978-83-07-03260-3.
- Jerzy Giedroyc, Czesław Miłosz, Listy 1973–2000, t. 12, oprac. i wstępem opatrzył Marek Kornat, Warszawa: Czytelnik 2012, ISBN 978-83-07-03261-0.
- Jerzy Giedroyc, Jewhen Małaniuk, Listy 1948–1963, t. 13, oprac., wstępem i przypisami opatrzyła Halyna Dubyk, Warszawa: Instytut Dokumentacji i Studiów nad Literaturą Polską. Oddział Muzeum Literatury im. Adama Mickiewicza – Towarzystwo „Więź” 2014, ISBN 978-83-62610-67-9.
- Jerzy Giedroyc, Teodor Parnicki, Listy 1946–1968, t. 14, [cz. 1-2], oprac., wstępem i przypisami opatrzył Andrzej Dobrowolski, Warszawa: Instytut Dokumentacji i Studiów nad Literaturą Polską. Oddział Muzeum Literatury im. Adama Mickiewicza – Towarzystwo „Więź”, ISBN 978-83-62610-72-3.
- Jerzy Giedroyc, Jan Józef Lipski, Listy 1957–1991, t. 15, oprac., wstępem i przypisami opatrzył Łukasz Garbal, Warszawa: Instytut Dokumentacji i Studiów nad Literaturą Polską. Oddział Muzeum Literatury im. Adama Mickiewicza – Towarzystwo „Więź” – Paryż: Association Institut Littéraire „Kultura” 2015, ISBN 978-83-62610-88-4.
- Jerzy Giedroyc, Leszek Kołakowski, Listy 1957–2000, oprac. Henryk Citko, przedmową opatrzył Paweł Kłoczowski, Warszawa: Instytut Dokumentacji i Studiów nad Literaturą Polską. Oddział Muzeum Literatury im. Adama Mickiewicza – Towarzystwo „Więź” – Paryż: Association Institut Littéraire „Kultura” 2016, ISBN 978-83-62610-95-2.
- Jerzy Giedroyc, Witold Jedlicki, Listy 1959–1982, oprac., wstępem i przypisami opatrzył Marek Kornat, Warszawa: Instytut Dokumentacji i Studiów nad Literaturą Polską. Oddział Muzeum Literatury im. Adama Mickiewicza – Biblioteka „Więzi” – Paryż: Association Institut Littéraire „Kultura” 2017, ISBN 978-83-65424-23-5.
- Jerzy Giedroyc, Józef Wittlin, Listy 1947–1976, Warszawa: Instytut Dokumentacji i Studiów nad Literaturą Polską. Oddział Muzeum Literatury im. Adama Mickiewicza – Towarzystwo „Więź” – Paryż: Association Institut Littéraire „Kultura” 2018, ISBN 978-83-65424-24-2.
- Jerzy Giedroyc, Wacław A. Zbyszewski, Listy 1939–1984, wybrał. opracował, wstępem i przypisami opatrzył Rafał Habielski, Warszawa: Instytut Dokumentacji i Studiów nad Literaturą Polską. Oddział Muzeum Literatury im. Adama Mickiewicza – Biblioteka „Więzi” – Paryż: Association Institut Littéraire „Kultura” 2018, ISBN 978-83-65424-46-4; 2021, ISBN 978-83-66769-16-8.

### Inne
- Jan Nowak-Jeziorański, Jerzy Giedroyc, Listy 1952–1998, wybór, opracowanie i wstęp Dobrosława Platt, Wrocław: Towarzystwo Przyjaciół Ossolineum 2001, ISBN 83-7095-052-3.
- Zbigniew S. Siemaszko, Korespondencja z Jerzym Giedroyciem 1959–2000, Lublin: Norbertinum 2008, ISBN 978-83-7222-300-5.
- Jerzy Giedroyc, Aleksander Janta-Połczyński, Korespondencja 1947–1974, opracował i wstępem opatrzył Paweł Kądziela, Wrocław: Biblioteka Narodowa 2009, ISBN 978-83-7009-665-6.
- Jerzy Huczkowski, Spotkałem Jerzego Giedroycia: listy 1993–2000, Kraków: Towarzystwo Autorów i Wydawców Prac Naukowych „Universitas” 2011, ISBN 978-83-242-1621-5.
- Mirosław A. Supruniuk, Uporządkować wspomnienia: nieautoryzowane rozmowy z Jerzym Giedroyciem, Toruń: Towarzystwo Przyjaciół Archiwum Emigracji 2011, ISBN 978-83-932756-0-1.
- Jerzy Giedroyc, Zdzisław Najder, Listy 1957–1985, oprac., przypisami i wstępem opatrzył Rafał Habielski, Warszawa: Narodowe Centrum Kultury – Paryż: Stowarzyszenie Instytut Literacki Kultura 2014, ISBN 978-83-7982-061-0.
- Jerzy Giedroyc, „Mam na Pana nowy zamach…”. Wybór korespondencji Jerzego Giedroycia z historykami i świadkami historii 1946–2000, red. Sławomir M. Nowinowski, Rafał Stobiecki, Wydawnictwo Uniwersytetu Łódzkiego, Łódź 2019, 3 t. (tom I, tom II, tom III)

## Opracowania
- Ewa Berberyusz, Książę z Maisons-Laffitte, Gdańsk: „Marabut” 1995, ISBN 83-85893-13-X.
- Iza Chruślińska, Była raz Kultura... rozmowy z Zofią Hertz, ze wstępem Czesława Miłosza, wyd. 2 popr. i rozsz., Paryż: Towarzystwo Opieki nad Archiwum Instytutu Literackiego – Lublin: Wydawnictwo Uniwersytetu Marii Curie-Skłodowskiej 2003, ISBN 83-227-2020-3.
- Marcin Frenkel: Partytura na wietrze. Koncepcje paryskiej „Kultury” a polska polityka wschodnia w latach 1989–2014. Łódź: Wydawnictwo Uniwersytetu Łódzkiego, 2022. ISBN 978-83-8220-860-3.
- Magdalena Grochowska, Jerzy Giedroyc. Do Polski ze snu, Warszawa: Świat Książki, 2009, ISBN 978-83-247-0904-5; seria: „Autorytety”. Wydanie II: Wielka Litera, 2014.
- Rafał Habielski, Dokąd nam iść wypada. Jerzy Giedroyc od „Buntu Młodych” do „Kultury”, Kraków: Biblioteka „Więzi” 2006, ISBN 83-60356-19-X.
- Jerzego Giedroycia doktoraty honoris causa, red. Halina Kosienkowska-Ciota, Jacek Krawczyk, Andrzej Peciak, Lublin: Wydawnictwo Uniwersytetu Marii Curie-Skłodowskiej 1999, ISBN 83-227-1468-8. Wydanie II: 2005.
- Jerzy Giedroyc: kultura-polityka-wiek XX. Debaty i rozprawy, praca zbiorowa; redakcja: Andrzej Mencwel, Andrzej Stanisław Kowalczyk, Leszek Szaruga, Zuzanna Grębecka; materiały z konferencji naukowej na Uniwersytecie Warszawskim, która odbyła się w dniach 25–27 września 2006, Warszawa: Wydawnictwa Uniwersytetu Warszawskiego 2009, ISBN 978-83-235-0532-7.
- Jerzy Giedroyc. Redaktor – polityk – człowiek, praca zbiorowa; Zebrał, do druku przygotował i wstępem poprzedził Krzysztof Pomian; Towarzystwo Opieki nad Archiwum Instytutu Literackiego w Paryżu – Wydawnictwo Uniwersytetu Marii Curie-Skłodowskiej 2001, ISBN 83-227-1783-0.
- Jerzego Giedroycia rozrachunki z historią i polityką: studia i szkice w czterdziestą rocznicę „Zeszytów Historycznych”, red. Sławomir M. Nowinowski i Rafał Stobiecki, Łódź – Kurowice koło Łodzi: Wydawnictwo Ibidem 2005, ISBN 83-88679-50-3.
- Stefania Kossowska, Przyjaciele i znajomi, Toruń: Biblioteka Uniwersytecka. Uniwersytet Mikołaja Kopernika 1998, ISBN 83-231-0961-3.
- Janusz Korek, Paradoksy paryskiej „Kultury”, Styl i tradycje myślenia politycznego, wydanie 3 zmienione i uzupełnione, Katowice: Wydawnictwo Uniwersytetu Śląskiego 2008, ISBN 978-83-226-1667-3.
- Andrzej Stanisław Kowalczyk, Giedroyc Jerzy, [w:] Leksykon kultury polskiej poza krajem od roku 1939, t. 1, red. Krzysztof Dybciak i Zdzisław Kudelski, Lublin: TN KUL 2000, s. 124–129, ISBN 83-87703-18-4.
- Andrzej Stanisław Kowalczyk: Giedroyc i „Kultura”. Wrocław: Wydawnictwo Dolnośląskie, 1999, seria: A to Polska właśnie. ISBN 83-7023-714-2.
- Andrzej Stanisław Kowalczyk, Od Bukaresztu do Laffitów: Jerzego Giedroycia rzeczpospolita epistolarna, Sejny: Fundacja Pogranicze 2006, ISBN 83-86872-85-3.
- Andrzej Stanisław Kowalczyk, Wena do polityki: o Giedroyciu i Mieroszewskim, t. 1-2, Warszawa: Towarzystwo 'Więź” 2014, ISBN 978-83-62610-69-3, 9788362610839
- Małgorzata Kozicz, Nie ma paryskiej „Kultury”, ale jest „Znad Wilii”. 25-lecie wileńskiego kwartalnika. Radio „Znad Wilii”, 24 października 2014. [dostęp 2021-10-05].
- Marcin Król: Style politycznego myślenia. Wokół „Buntu Młodych” i „Polityki”. Paryż: Libella, 1979.
- Sławomir M. Nowinowski: Jerzy Giedroyć w 1946 roku. Gdańsk: Słowo/obraz terytoria, 2018. ISBN 978-83-7453-497-0.
- Krzysztof Pomian: W kręgu Giedroycia. Warszawa: Czytelnik, 2000. ISBN 83-07-02791-8.
- Tadeusz Rozmanit ("Tadeusz Mateja"): Podwójne życie Jerzego Giedroycia. Malmö: Nasz Znak, 1965.
- Spotkania z paryską „Kulturą”, oprac. Zdzisław Kudelski, Warszawa: Towarzystwo Opieki nad Archiwum Instytutu Literackiego w Paryżu: Oficyna Wydawnicza Pomost 1995, ISBN 83-86907-01-0.
- Tomasz Strzyżewski: Wielka księga cenzury PRL w dokumentach. Warszawa: Prohibita, 2015. ISBN 978-83-61344-70-4.
- Jarosław Tomasiewicz. Paramilitarne struktury i działalność spiskowo-bojowa polskiej prawicy 1918–1933. „Bezpieczeństwo. Teoria i Praktyka”. 10 (2), s. 67–86, 2016.
- Barbara Toruńczyk, Rozmowy w Maisons-Laffitte 1981, Warszawa: Fundacja Zeszytów Literackich 2006, ISBN 83-60046-70-0.
- Mirosław Supruniuk, Uporządkować wspomnienia. Nieautoryzowane rozmowy z Jerzym Giedroyciem, Toruń: Towarzystwo Przyjaciół Archiwum Emigracji 2011.
- Bernard Wiaderny: „Schule des politischen Denkens“. Die Exilzeitschrift „Kultura“ im Kampf um die Unabhängigkeit Polens 1947–1991. Paderborn: Schöningh, 2018. ISBN 978-3-506-78787-3.
- Wizja Polski na łamach Kultury 1947-1976, t. 1-2, do dr. przygotowała, wstępem, przypisami i indeksem opatrzyła Grażyna Pomian, Warszawa: Towarzystwo Opieki nad Archiwum Instytutu Literackiego w Paryżu – Lublin: Wydawnictwo Uniwersytetu Marii Curie-Skłodowskiej 1999, ISBN 83-227-1170-0.
- Maciej Zakrzewski: Rewolucja konserwatywna – przypadek polski. Myśl polityczna środowiska »Buntu Młodych« i »Polityki« 1931–1939. Kraków: Instytut Pamięci Narodowej, 2021. ISBN 978-83-66112-45-2.
- Aleksandra Ziółkowska-Boehm, Na tropach Wańkowicza po latach, rozdział: „Wańkowicz i paryska Kultura w świetle dokumentów”, Warszawa: Prószyński i S-ka 2009, ISBN 978-83-7648-261-3.
- Marek Żebrowski, Dzieje sporu: „Kultura” w emigracyjnej debacie publicznej lat 1947–1956, Warszawa: Towarzystwo Opieki nad Archiwum Instytutu Literackiego w Paryżu 2007, ISBN 978-83-86907-54-0.
- Marek Żebrowski, Jerzy Giedroyć: życie przed „Kulturą”, Kraków: Wydawnictwo Literackie 2012, ISBN 978-83-08-04975-4.

## Upamiętnienie
- Jego nazwiskiem nazwane zostały ulice w Mińsku[27], Krakowie i Kijowie oraz rondo w Kielcach i w Szczecinie.
- 28 lipca 2005 Sejm zdecydował o ustanowieniu roku 2006 – w którym przypadała setna rocznica urodzin Redaktora – Rokiem Jerzego Giedroycia[28].
- W 2006 r. Poczta Polska wyemitowała w nakładzie 500 tys. sztuk znaczek pocztowy o nominale 1,30 zł z wizerunkiem Giedroycia[29].
- Biblioteka Uniwersytecka w Białymstoku nosi imię Jerzego Giedroycia[30].
- Wizerunek Jerzego Giedroycia widnieje na rewersie srebrnej monety kolekcjonerskiej o nominale 10 złotych wyemitowanej przez Narodowy Bank Polski w 2017 r. z okazji 70-lecia Kultury Paryskiej[31].